# Palmeira do Piauí
Palmeira do Piauí è un comune del Brasile nello Stato del Piauí, parte della mesoregione del Sudoeste Piauiense e della microregione dell'Alto Médio Gurguéia.